# Ion Sân-Giorgiu
Ion Sân-Giorgiu (grafiat și Ion Sângiorgiu), (n. 1893, Botoșani – d. 1950, Udem, Bavaria, Germania) a fost un om de litere, critic, eseist, jurnalist și profesor român, cu tendințe politice de extremă dreaptă.
Între 1912-1914 a studiat literele în Germania la Universitatea din Leipzig. Din 1916, a participat la primul război mondial ca locotenent de artilerie. După război și-a încheiat studiile de filosofie și literatură germană la Universitatea din Basel. După întoarcerea în țară a predat literatura germană la Universitatea din București. A condus revista legionară Chemarea Vremii. Ion Sângiorgiu a fost membru al PEN Clubului Român și director al revistei Cruciada românismului.
După căderea guvernului condus de Ion Antonescu, Ion Sân-Giorgiu s-a refugiat la Viena, unde a devenit membru al guvernului legionar din exil condus de Horia Sima și a deținut funcția de Ministru al Educației. Ion Sân-Giorgiu a fost condamnat la moarte în contumacie de regimul comunist.
Fiica sa, Ioana, a fost căsătorită cu scriitorul român Vintilă Corbul.